# Dusit
Dusit (thailändisch ดุสิต, [dùʔsìt]) ist einer der 50 Khet (Bezirke) in Bangkok, der Hauptstadt von Thailand. Dusit ist ein nördlicher Innenstadt-Distrikt am Ostufer des Mae Nam Chao Phraya (Chao-Phraya-Fluss).
Dusit bildet das Verwaltungszentrum der Hauptstadt. Hier befinden sich sowohl das Parlament und zahlreiche Ministerien des Landes, als auch königliche Paläste, insbesondere das Dusit-Palastensemble. Der Bezirk steht mit der Rattanakosin-Insel über die Ratchadamnoen-Straße (Thanon Ratchadamnoen, „Königlicher Weg“) in Verbindung.

## Geographie
Der Bezirk Dusit wird im Norden begrenzt vom Khlong Bang Sue, im Osten von der Eisenbahnlinie, die vom Hua Lamphong Hauptbahnhof kommend über den Bahnhof von Bang Sue nach ganz Thailand führt, im Süden vom Khlong Phadung Krung Kasem und im Westen vom Mae Nam Chao Phraya.
Die benachbarten Bezirke sind im Uhrzeigersinn von Norden aus: Bang Sue, Phaya Thai, Ratchathewi, Pathum Wan, Pom Prap Sattru Phai, Phra Nakhon sowie auf dem anderen Ufer des Mae Nam Chao Phraya der Bezirk Bang Phlat. Hierhin verbindet die Krung Thon-Brücke.

## Geschichte

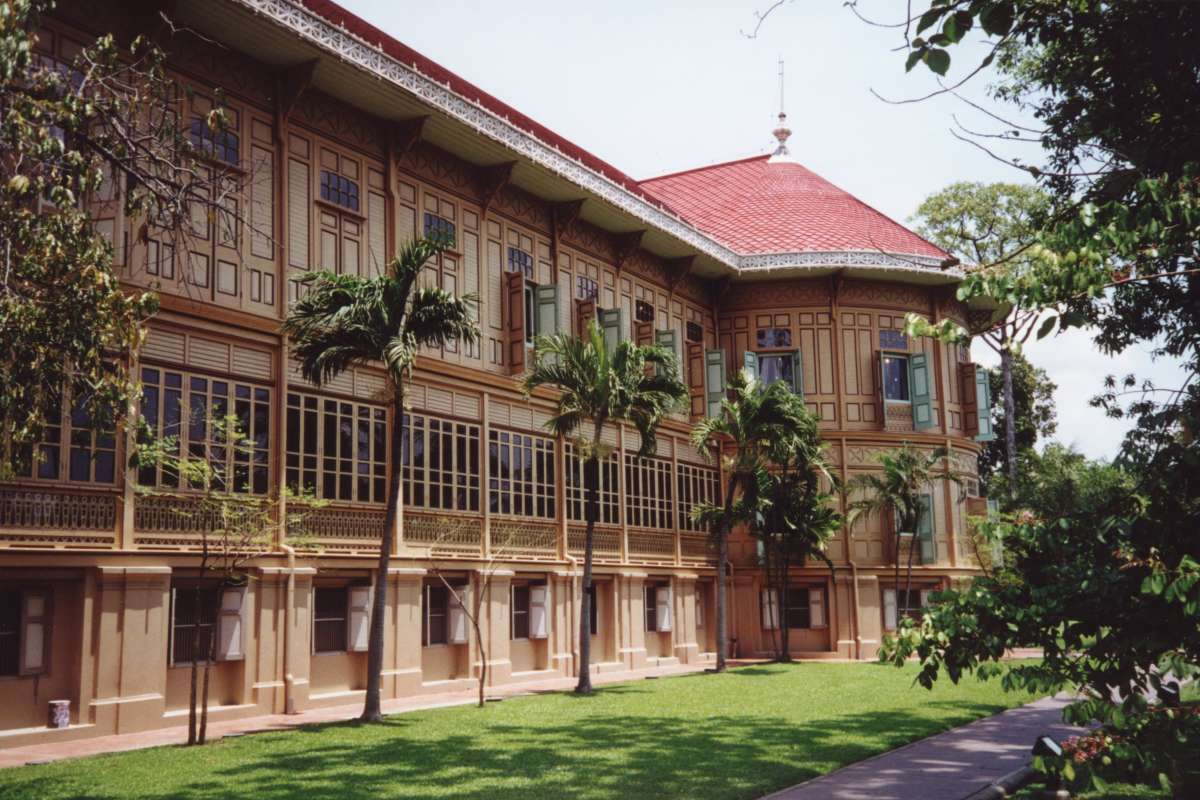
Wimanmek-Palast

Bis ins 19. Jahrhundert lag das Gebiet des heutigen Bezirks noch vor den Toren der Stadt und war von Obstgärten geprägt. Dusit wurde von König Chulalongkorn (Rama V.) geschaffen, der den beengten Verhältnissen der Bangkoker Altstadt (Rattanakosin-Insel) entgehen wollte. Der Name Dusit ist vom Pali-Begriff Tusita abgeleitet, dem „vierten Himmel“ in der buddhistischen Mythologie. Chulalongkorns 1900–03 errichteter Wimanmek-Palast wurde vollständig aus Teakholz gebaut und bildete für kurze Zeit (bis 1908) die Residenz des Monarchen. Im Jahr 1992 wurde der Komplex restauriert und wiederbelebt, so dass er heute eine wichtige Touristenattraktion darstellt.

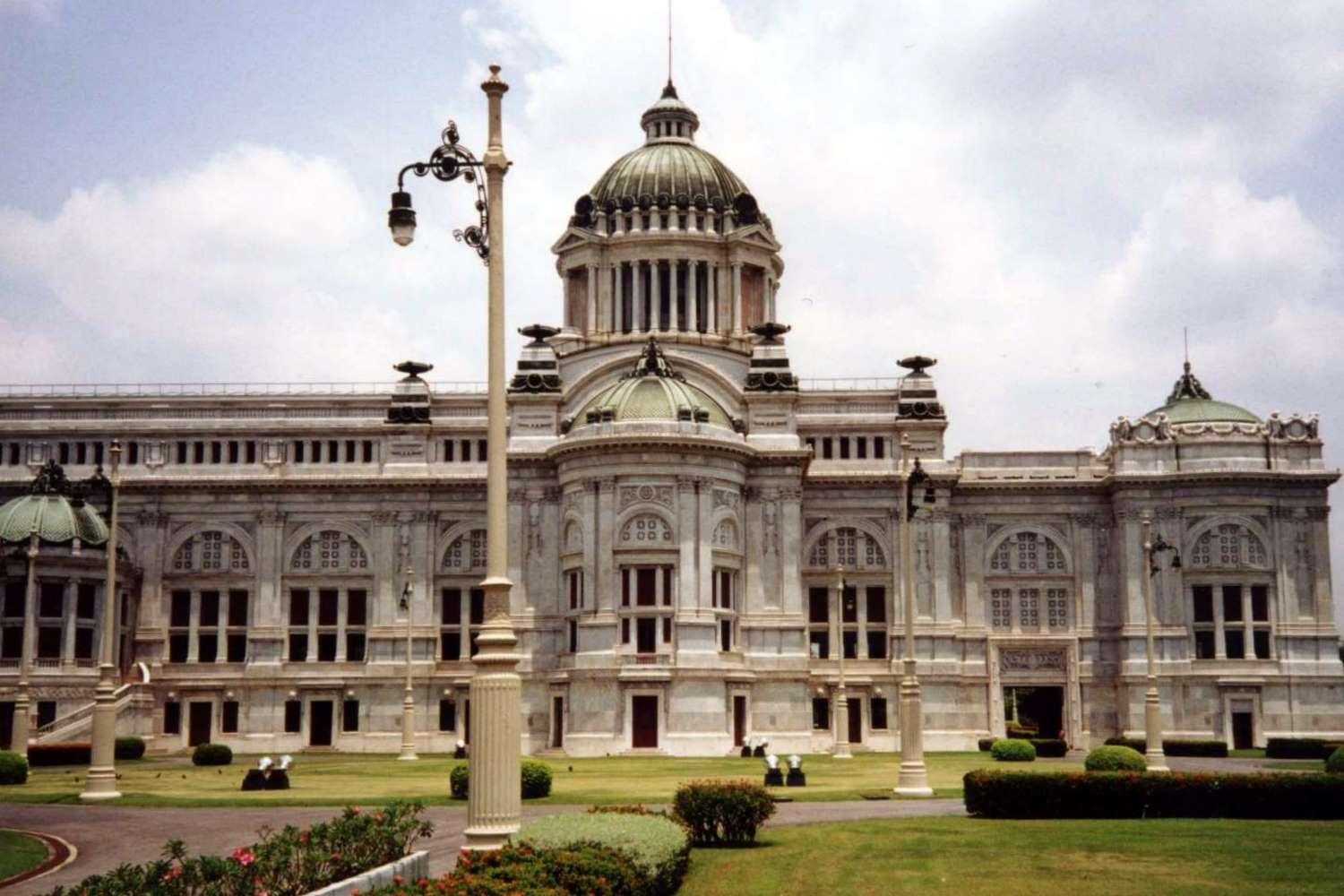
Anantasamakhom-Thronhalle

In der Umgebung des Wimanmek-Palasts wurden in den folgenden Jahren weitere Palastbauten errichtet, die seither als Dusit-Palastkomplex zusammengefasst werden (1904 Abhisek-Dusit-Thronhalle; 1906 Amphon-Sathan-Residenz, der Hauptwohnsitz des aktuellen Königs Rama X.; 1908 Anantasamakhom-Thronhalle, das spätere Parlamentsgebäude, heute für den Empfang von Staatsgästen genutzt; 1913 Chitralada-Palast, der Hauptwohnsitz des verstorbenen Königs Rama IX.). Zur Verbindung des Dusit-Ensembles mit dem alten Zentrum von Bangkok wurde eine breite Prachtallee, die Thanon Ratchadamnoen, angelegt.

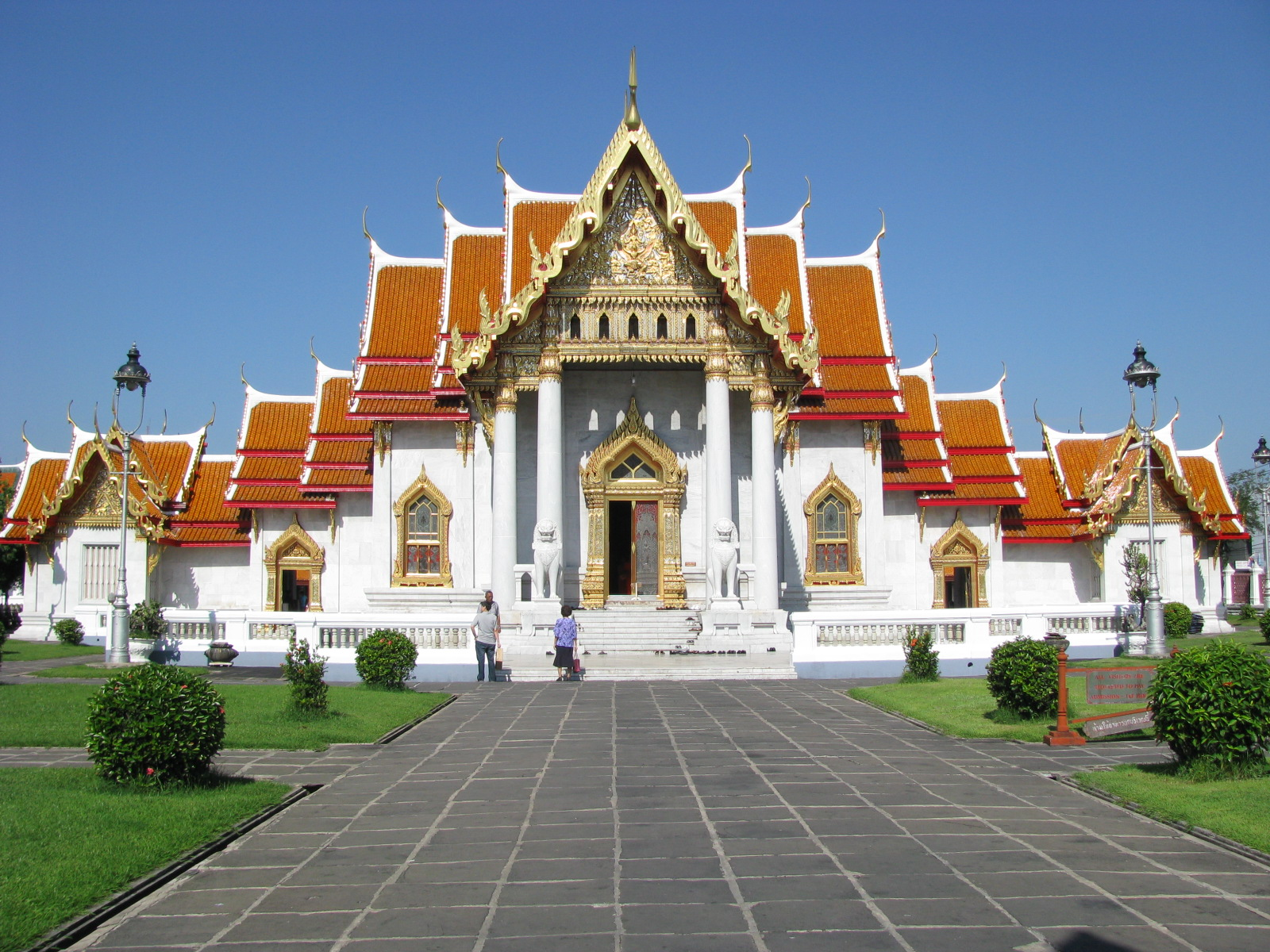
Wat Benchamabophit

Etwa zeitgleich ließ König Chulalongkorn den Wat Benchamabophit (unter internationalen Besuchern als der „Marmortempel“ bekannt) als wichtigsten buddhistischen Tempel des Bezirks und eine der bevorzugten Gebetsstätten der Königsfamilie errichten. Vor der Anantasamakhom-Thronhalle wurde ein großer öffentlicher Platz angelegt, der sogenannte Royal Plaza, in dessen Mitte seit 1908 das berühmte Reiterstandbild Chulalongkorns steht. Auf diesem Platz werden bis heute Massenveranstaltungen der Regierung, des Militärs und des Königshauses abgehalten sowie Abschlussfeiern der Chulalongkorn-Universität, aber auch gelegentlich politische Demonstrationen.
Nach dem Übergang Siams von der absoluten zur konstitutionellen Monarchie 1932 wurde Dusit auch zum Regierungsviertel. Zunächst wurde 1933 der Parutsakawan-Palast (ehemalige Residenz von Prinz Chakrabongse Bhuvanath) zum Amtssitz des Ministerpräsidenten umfunktioniert. 1941 wurde dieser in das ursprünglich für Gäste der königlichen Familie angelegte Thai-Khu-Fa-Gebäude verlegt, wo er sich bis heute befindet. Im ehemaligen Parutsakawan-Palast sitzt heute der thailändische Geheimdienst und das Polizeipräsidium von Bangkok. Direkt gegenüber befindet sich das Hauptquartier der Ersten Armeeregion des thailändischen Heeres. Auch das Bildungsministerium hat seinen Sitz in diesem Bezirk.
Ein Teil der ehemaligen königlichen Palastgärten wurde 1938 zum ersten öffentlichen Tiergarten in Thailand, dem Dusit-Zoo umgestaltet. Mitten im Palast- und Regierungsviertel, direkt gegenüber dem Chitralada-Palast und Wat Benchamabophit, wurde 1961 die Pferderennbahn des Royal Turf Clubs angelegt. 1966 wurde ein Neubau für die Nationalbibliothek Thailands, 1970 ein neues Parlamentsgebäude in Dusit eingeweiht.
Der Bezirk Dusit war ursprünglich viel größer als heute und reichte im Norden bis zum Khlong (Kanal) Prem. Im Jahr 1966 wurde der östliche Teil als Bezirk Phaya Thai ausgegliedert. Noch 1988 gehörte Dusit mit rund 570.000 Einwohnern zu den bevölkerungsreichsten Bezirken Bangkoks. Dann wurde er abermals aufgespalten und Bang Sue als eigenständiger Bezirk ausgegliedert. Anschließend sank die Bevölkerung weiter, zugunsten der sich entwickelnden weiter außen liegenden Bezirke. Von 177.500 im Jahr 1990 ging die Einwohnerzahl auf 98.450 im Jahr 2016 zurück.

## Sehenswürdigkeiten

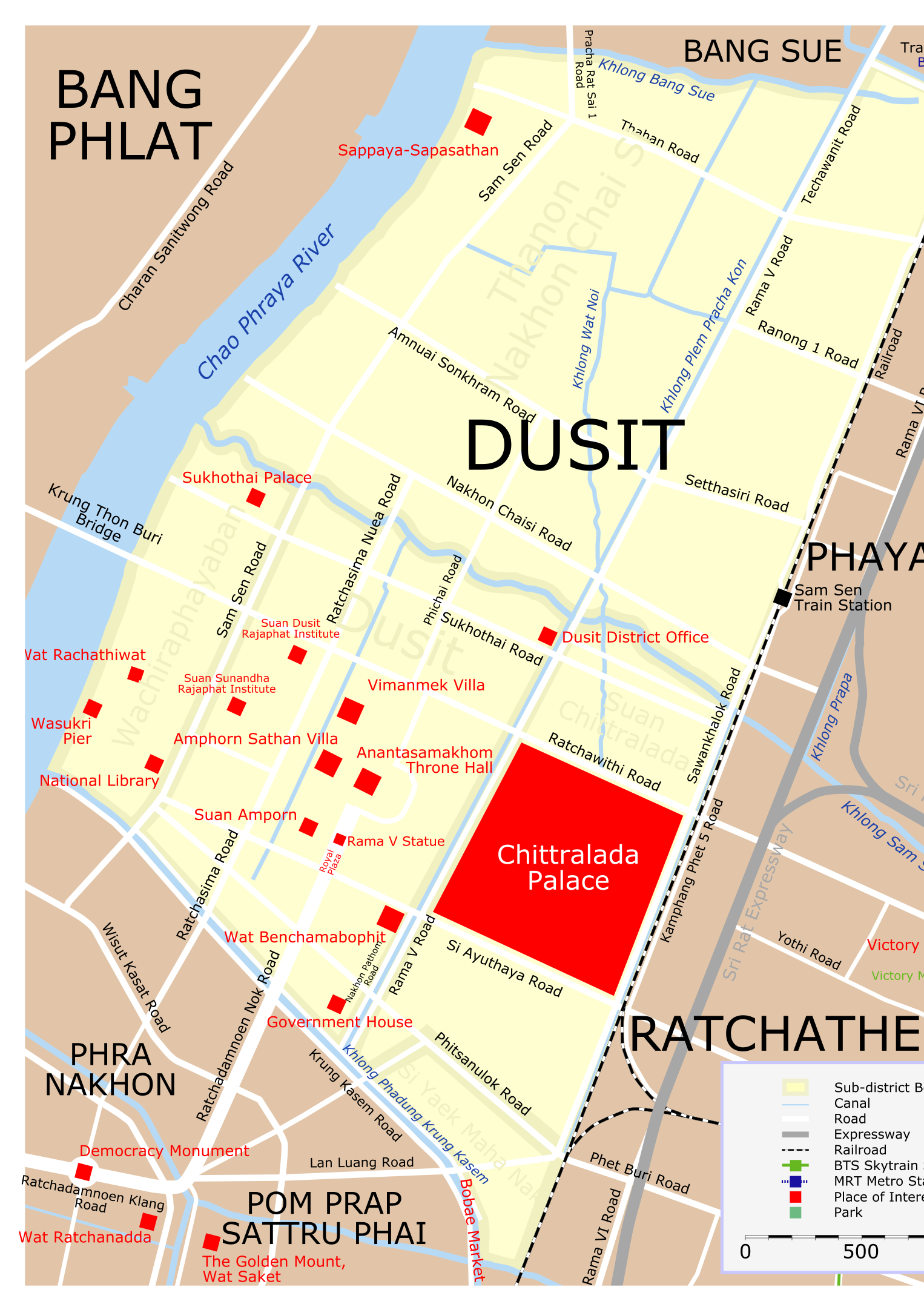
Übersichtskarte des Bezirks

- Dusit-Palast – Ensemble von verschiedenen Palastgebäuden, die Anfang des 20. Jahrhunderts von König Chulalongkorn als Alternative zum Grand Palace geschaffen. Die bekanntesten Gebäude sind
  - Anantasamakhom-Thronhalle. Der große Platz vor Anantasamakhom wird Royal Plaza genannt, er wird oft für offizielle Ankündigungen des Königshauses aber auch für Demonstrationen gegen die Regierung genutzt.
  - Wimanmek-Palast – vollständig aus Teakholz errichtete „Thronhalle“.
- Dusit-Zoo – nahe der Anantasamakhom-Thronhalle, mit einheimischen und zahlreichen anderen Tieren, wie Pinguinen, Flusspferden und Zwergflusspferden, Kängurus, Straußen, Nandus, Nasenbären, Schildkröten und andere Reptilien, Löwen, Leoparden und Panthern, Tigern, Zebras, Esel, Giraffen und Füchsen.
- Wat Benchamabophit – bekanntester Tempel des Bezirks, der von Prinz Naris als königlicher Tempel des Königs Chulalongkorn erbaut wurde
- Ampon-Garten – ohne Slums und Hochhäuser hat dieser Teil von Dusit noch den Charakter einer Gartenstadt bewahrt; der Garten ist am Feiertagen der Öffentlichkeit zugänglich. Er bietet dann Volksfesten, Aufmärschen und Freiluftkonzerten einen schönen Rahmen. Hier ist auch die Bronzestatue von König Vajiravudh (1881–1925, König seit 1910). Vor der Parkanlage beherrscht die Reiterstatue von König Chulalongkorn (1853–1910, König seit 1868) den Platz. Sie wurde vom Volk noch zu Lebzeiten des Königs errichtet und ist jedes Jahr am Todestag des Königs (23. Oktober) Ort der Verehrung.
- Wat Rachathiwat – buddhistischer Tempel (Wat) im nördlichen Teil von Dusit, direkt am Ufer des Chao Phraya gelegen. Hier verbrachte der spätere König Mongkut (Rama IV.) viele Jahre seiner Mönchs-Zeit.
- Ganz im Süden des Bezirks befindet sich das Regierungsviertel mit dem Amtssitz des Ministerpräsidenten (Government House).
- die Pferderennbahn des Royal Turf Clubs

## Ausbildung
Im Bezirk Dusit befinden sich die Rajabhat-Universität Suan Dusit und die Rajabhat-Universität Suan Sunandha, der Handelscampus der Technischen Universität Rajamangala Phra Nakhon, sowie die 2010 gegründete Navamindradhiraj-Universität in Trägerschaft der Stadtverwaltung Bangkok.

## Verwaltung
Der Bezirk ist in fünf Unterbezirke (Khwaeng) gegliedert:
| Nr. | Name Khwaeng          | Thai        | Einw.  |
| --- | --------------------- | ----------- | ------ |
| 1.  | Dusit                 | ดุสิต         | 15.954 |
| 2.  | Wachira Phayaban      | วชิรพยาบาล   | 12.385 |
| 3.  | Suan Chittralada      | สวนจิตรลดา   | 10.008 |
| 4.  | Si Yaek Mahanak       | สี่แยกมหานาค  | 08.056 |
| 5.  | Thanon Nakhon Chai Si | ถนนนครไชยศรี | 60.408 |